# Katarzyna Pawłowska
Katarzyna Pawłowska (ur. 16 sierpnia 1989 w Przygodzicach) – polska kolarka torowa i szosowa, trzykrotna torowa mistrzyni świata, szosowa wicemistrzyni świata w wyścigu drużynowym na czas (2015), mistrzyni Europy. Olimpijka z Londynu (2012). Pierwsza reprezentantka Polski, która została mistrzynią świata w kolarstwie torowym. W sezonie 2012/13 zdobyła Puchar Świata w wyścigu indywidualnym na dochodzenie oraz w wyścigu punktowym.

## Kariera
Pochodzi z Przygodzic w województwie wielkopolskim, reprezentowała barwy klubów MLUKS Szperek Antonin (2001-2007), UKS Jedynka Limaro Kórnik (2007-2013), GSD Gestion Kallisto (2013) i Boels Dolmans (od 2014). 

### Torowe mistrzostwa świata
- 2010: 3000 m na dochodzenie drużynowo – 12 m.,
- 2011: 3000 m na dochodzenie drużynowo – 14 m.,
- 2012: scratch – 1 m., wyścig punktowy – 8 m., 3000 m na dochodzenie indywidualnie – 15 m., 3000 m na dochodzenie drużynowo – dyskwalifikacja,
- 2013: scratch – 1 m., omnium – 4 m., 3000 m na dochodzenie drużynowo – 4 m.,
- 2014: scratch – 2 m., 4000 m na dochodzenie drużynowo – 4 m., omnium – 6 m.
- 2015: 4000 m na dochodzenie drużynowo – 10 m., scratch – 16 m., wyścig punktowy – 17 m.
- 2016: wyścig punktowy – 1 m[3], 4000 m na dochodzenie drużynowo – 7 m.[4]

### Torowe mistrzostwa Europy
- 2010: 3000 m na dochodzenie drużynowo – 6 m.
- 2011: wyścig punktowy – 2 m., 3000 m na dochodzenie drużynowo – 8 m.
- 2012: 4000 m na dochodzenie drużynowo – 2 m. (z Eugenią Bujak i Małgorzatą Wojtyrą), omnium – 3 m.
- 2013: 4000 m na dochodzenie drużynowo – 2 m. (z Eugenią Bujak, Edytą Jasińską i Małgorzatą Wojtyrą), omnium – nie ukończyła
- 2015: wyścig punktowy – 1 m., 4000 m na dochodzenie drużynowo – 4 m., scratch – 4 m., 3000 m na dochodzenie indywidualnie 6 m.
- 2016: 4000 m na dochodzenie drużynowo – 2 m. (z Łucją Pietrzak, Darią Pikulik, Justyną Kaczkowską i Nikol Płosaj)[5], wyścig punktowy – 3 m.[6]

### Igrzyska olimpijskie
- 2012 – wyścig szosowy ze startu wspólnego – 11 m.

### Szosowe mistrzostwa świata
- 2013: wyścig indywidualny ze startu wspólnego – nie ukończyła
- 2014: jazda drużynowa na czas – 5 m., jazda indywidualna na czas – 42 m.
- 2015: jazda drużynowa na czas – 2 m., jazda indywidualna na czas – 20 m.

### Mistrzostwa Polski
Jest wielokrotną medalistką mistrzostw Polski w kolarstwie torowym, w tym mistrzynią Polski w wyścigu punktowym (2010, 2011, 2012), wyścigu na 3000 m na dochodzenie (2012, 2013), scratchu (2012), omnium (2012, 2013), wyścigu na 500 m (2012), wyścigu na 3000 m drużynowo (2012), wicemistrzynią Polski w sprincie drużynowym (2009, 2011, 2012), wyścigu punktowym (2009,2013), keirinie (2011), wyścigu indywidualnym na 3000 m na dochodzenie (2009, 2011) i konkurencji omnium (2010, 2011), brązową medalistką w wyścigu drużynowym na 3000 m na dochodzenie (2009) oraz wyścigu indywidualnym na 3000 m na dochodzenie (2010).
W 2009 roku zdobyła mistrzostwo Polski w jeździe parami (z Magdaleną Zamolską) oraz brązowy medal w jeździe indywidualnej na czas podczas mistrzostw Polski w kolarstwie szosowym, w 2011 brązowy medal mistrzostw Polski w jeździe parami (z Paulą Fronczak), w 2012 mistrzostwo Polski w szosowym wyścigu indywidualnym ze startu wspólnego oraz mistrzostwo Polski w jeździe parami (z Paulą Fronczak), w 2013 mistrzostwo Polski w jeździe indywidualnej na czas i brązowy medal w indywidualnym wyścigu szosowym, w 2014 i 2018 wicemistrzostwo Polski w jeździe indywidualnej na czas.

### Młodzieżowe mistrzostwa Europy
- 2010: 3000 m drużynowo na dochodzenie – 2 m.
- 2011: 3000 m drużynowo na dochodzenie – 2 m., 3000 m indywidualnie na dochodzenie – 2 m., wyścig punktowy – 3 m.